# Shadowboxing – Walka z cieniem
Shadowboxing – Walka z cieniem (ros. Бой с тенью, Boj s tien’ju) – rosyjski film sensacyjny z 2005 roku w reżyserii Aleksieja Sidorowa.
Film doczekał się kontynuacji filmu pt. Shadowboxing – Walka z cieniem. Rewanż po 2 latach.

## Fabuła
Rosyjski mistrz boksu Artiom Kołczin (Denis Nikiforow) staje do walki z amerykańskim mistrzem. Rosjanin w starciu traci wzrok i mecz życia kończy się jego porażką. Ale najważniejsza walka jest wciąż przed nim. Brutalna walka, w której nie ma reguł, ringiem są ulice miasta, a rywalem – mafia.

## Obsada
- Denis Nikiforow jako Artiom Kołczin
- Andriej Panin jako Walijew
- Jelena Panowa jako Wika Jermakowa
- Dmitrij Szewczenko jako Nieczajew

i inni